# Chirostenotes
 Chirostenotes  (von gr. „schmale Hand“) ist eine Gattung theropoder Dinosaurier aus der Oberkreide von Nordamerika. Chirostenotes gehört zu den Caenagnathidae, ein Taxon innerhalb der Oviraptorosauria.
Die aus dem späten Campanium sowie frühen Maastrichtium stammenden Fossilien der Typusart Chirostenotes pergracillis wurden in der Dinosaurier-Park-Formation in Alberta entdeckt, einer bedeutenden kanadischen Fundstelle aus dem Campanium. Neben C. pergracillis  wird eine weitere Art unterschieden, C. elegans, die jedoch mit dem nahe verwandten Elmisaurus identisch sein könnte. Ein großes Skelett aus der Horseshoe-Canyon-Formation wurde C. pergracillis zugeschrieben, 2014 wurde für dieses Exemplar die Gattung Anzu aufgestellt.

## Merkmale

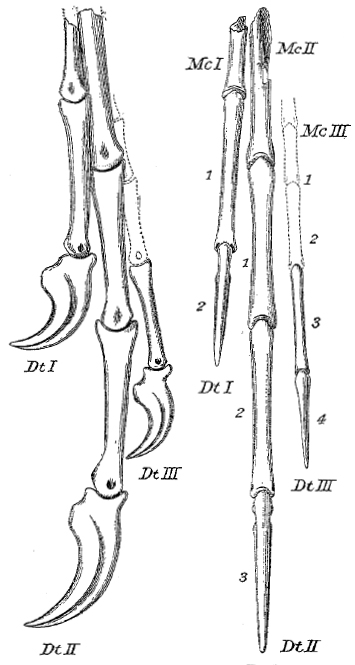
Originalabbildung des Holotyps von C. pergracilis aus dem Jahr 1924: Fast vollständige linke Hand in Medial- (links) und Dorsalansicht (rechts).

Chirostenotes war ein etwa 2,9 Meter langer, zweibeiniger Theropode. Ähnlich wie einige primitivere Oviraptorosauria wie Caudipteryx und Protarchaeopteryx könnte auch Chirostenotes Federn getragen haben. Die langen, schlanken Kiefer sind zahnlos. Wie einige andere Oviraptorosauria zeichnet sich der Schädel von Chirostenotes durch einen großen Schädelkamm aus, der dem des heutigen Kasuars ähnelt. Der Mittelfuß zeigt den sogenannten arctometatarsalen Zustand, der sich bei verschiedenen Gruppen „höherer“ Theropoden findet: der zweite und vierte Mittelfußknochen „quetschen“ das obere Ende des dritten (d. h. mittleren) Mittelfußknochens zwischen sich ein, sodass nur das untere Ende dieses Knochens Anteil am Fußrücken hat. Der Mittelfuß von Chirostenotes ist lang und macht 22 % der Länge der Hinterbeine (ohne Zehen) aus. Über die Ernährung dieses Tieres ist wenig bekannt, möglicherweise handelte es sich um einen Allesfresser oder Pflanzenfresser.

## Entdeckungsgeschichte
Bereits 1924 wurde ein Paar unvollständiger Hände entdeckt und von Gilmore als Chirostenotes („schmale Hand“) beschrieben. Im Jahr 1932 wurden die Füße entdeckt und von Charles M. Sternberg als Macrophalangia („große Zehen“) beschrieben. Obwohl man beide Funde später den Theropoden zuordnen konnte, war unklar, ob es sich um die gleiche Art handelt. 1936 wurde der Kiefer des Tieres entdeckt und später als Caenagnathus („neuer Kiefer“) beschrieben (Sternberg, 1940), anfangs galt er als Vogelkiefer. Die Familie Caenagnathidae, in welche Chirostenotes eingeordnet wird, trägt noch immer den Namen dieser Gattung. 1988 wurde in einer Museumssammlung ein Skelett entdeckt und untersucht, das bereits 1923 gefunden wurde – dieses Skelett zeigt, dass alle Funde zur selben Dinosauriergattung gehören. Seitdem werden die Funde unter dem Namen Chirostenotes geführt, da dieser Name als erstes vergeben wurde (Prioritätsregel). Des Weiteren wurden Chirostenotes Kiefer mit starken Zähnen zugeschrieben, die heute jedoch als Ricardoestesia geführt werden.